# 通信の秘密
通信の秘密（つうしんのひみつ）とは、個人間の通信（信書・電話・電波・電子メールなど）の内容及びこれに関連した一切の事項に関して、公権力や通信当事者以外の第三者がこれを把握すること、および知り得たことを他者に漏らすなどを禁止すること。通信の自由（つうしんのじゆう）の保障と表裏一体の関係にある。

## 概説
一般に「通信の秘密」は「信書の秘密」よりも広く、封書やはがきのみならず電信・電話等の秘密を含む。「信書の秘密」は狭義には封書の内容の秘密を意味し、一般的には封緘の有無を問わず特定人に対して自己の意思を伝達する文書の秘密を意味する。さらに、「信書の秘密」は最広義には電信・電話等の秘密も含まれ、「通信の秘密」と同義に用いられる。
通信の秘密は個人間の通信の秘匿を保障するものである。表現の自由が人の内部の思想・信条を不特定多数人に対して表出する行為についての自由であるのに対し、個人間の日常会話などは通信の秘密またはそれを包括する私生活の自由（プライバシー権）として法的保護の対象となる。通信の秘密は不特定多数への表現・情報の伝達にあたる検閲の禁止と対として考えられる場合が多い。
「通信の秘密」の主たる目的は、特定人の間のコミュニケーションの保護にあるので、私生活・プライバシーの保護の一環としての意味が重要である。
通信の秘密の保障の範囲は、その保障の趣旨をプライバシーの保護に求める立場からすると、通信の内容だけではなく、通信の存在自体に関する事柄、すなわち差出人（発信人）・受取人（受信人）の氏名・住所、差出・通話・発信の個数、通信の日時や発信場所などにも及ぶ（通説、大阪高判昭和41年2月26日高刑集19巻1号58頁）。
通信の秘密は早くから諸国の権利宣言で保障されている（例えばベルギー1831年憲法22条）。ただ、かつて通信手段は主として郵便物であったので、各国憲法は「信書の秘密」を保障する規定を置くのが通例であった。しかし通信手段は電波や電気通信に拡大し、広汎な保護が必要となった。「通信の秘密」は、手紙や葉書や封書だけではなく、電波・電報・電話・電子メール・インスタントメッセージなどの秘密を含む、広い意味に理解されている。
日本においては、サーバを海外に配置するなどの理由で摘発困難な海賊版サイトへのブロッキングが検討された際に、通信の秘密の侵害の有無が議論となった。ドイツ・イギリスをはじめ、諸外国では通信の秘密や、それに相当する権利を憲法で保障しているにもかかわらず、サイトブロッキングを適法とする司法判断・立法が多くなされている。2015年のドイツにおける最高裁判例は、サイトブロッキングが通信の秘密を侵害することを否定した。

## 各国

### 日本

#### 大日本帝国憲法（明治憲法）
大日本帝国憲法（明治憲法）は第26条で通信の秘密を定めていた。
明治憲法下の通説でも「信書ノ秘密」は最広義の意味とされ電信・電話等の秘密も含まれると解されていた。しかし、明治憲法26条の規定はプロイセン憲法33条にならったもので、明治憲法下の権利保障は原則として「法律ノ範囲内ニ於テ」または「法律ニ定メタル場合ヲ除ク外」認めるというものであった（法律の留保）。
大日本帝国憲法26条では法律に定められた場合を除いて信書の秘密が保障されていたが、日露戦争の後、内務省は逓信省に通牒して極秘の内に検閲を始めた 。更に1941年（昭和16年）10月4日には、臨時郵便取締令（昭和16年勅令第891号）が出されて法令上の根拠に基づくものとなった。

### 日本国憲法
日本国憲法は第21条2項後段で通信の秘密を定めている。

#### 通信の秘密の意義
通信の秘密には、第一に、公権力によって通信の内容および通信の存在自体に関する事柄について調査の対象とはされないこと（積極的知得行為の禁止）、第二に通信業務従事者によって職務上知り得た通信に関する情報を漏洩されないこと（漏洩行為の禁止）の二つの面を有している。
- 積極的知得行為の禁止
  - 積極的知得行為の禁止は一般には通信の検閲の禁止として理解されているものであるが、その禁止は通信の存在じたいに関する調査にも及ぶから本来の「検閲」の概念よりも広い[10]。
  - 郵便法は第7条で郵便物の検閲の禁止を定め、第8条1項で日本郵便株式会社の取扱中に係る信書の秘密はこれを侵してはならないと定めている。
  - 電気通信事業法も第3条で電気通信事業者の取扱中に係る通信の検閲の禁止を定め、第4条1項で電気通信事業者の取扱中に係る通信の秘密はこれを侵してはならないと定めている。
- 漏洩行為の禁止
  - 漏洩行為の禁止は通信業務従事者は職務上知り得た通信に関する情報を他に漏らしてはならないことを意味し、その漏洩行為の相手方は公権力たると私人たるとを問わない[10][11]。

- - さらに漏洩行為の禁止については、法がある者をコモン・キャリアたる通信業務従事者と位置づけた場合には、憲法上の通信の秘密についての不可侵の要請が当然にその者に及ぶと解されている[11]。

なお、憲法21条の通信の秘密は、公権力による積極的知得行為の禁止と通信業務従事者による漏洩行為の禁止について定めているが、通信の秘密は個人の私生活の自由を保障する上でも自由なコミュニケーションの手段を保障する上でも大変重要であることから、憲法21条2項の趣旨を受けて、電気通信事業法などではこれらの事項について広く通信当事者以外の第三者が正当な理由なく故意に知ったり、自己又は他人のために利用したり、第三者に漏えいすることに対しても刑事罰を定めている。

#### 通信の秘密の限界
通信の秘密の保障にも一定の内在的制約があることは一般に承認されている。
- 犯罪捜査のための郵便物等の押収
犯罪捜査のために郵便物を令状押収することは日本国憲法第35条の要件を満たす限り問題はない[14]。
通信の秘密の制約として、刑事訴訟法は、郵便物の押収（100条、222条）、接見交通にかかる通信物の検閲、授受の禁止、押収（81条）を認め、郵便法が、郵便物の開示を求めることができるとし（40条、41条）、関税法が、郵便物の差押を認めている（122条）。
このうち刑事訴訟法100条の郵便物の押収については、通信機関の保管・所持する郵便物などにつき、「被告人から発し、又は被告人に対して発した」もの（100条1項）および「被告事件に関係があると認めるに足りる状況のあるもの」（100条2項）であれば差し押えうるとして、通常の差押えの場合の「証拠物又は没収すべき物と思料するもの」（99条）でなくともよく要件が緩和されている[14]。この規定については郵便物の中にも証拠物が含まれている蓋然性が強いことから合憲とする学説[15]がある一方、必要以上に広範な押収を許すことになり違憲の疑いが強いとする学説[14][6]もある。
- 犯罪捜査のための通信の傍受
犯罪捜査のための通信の傍受についても学説は厳格な許可条件のもとであれば憲法上許されていると解している[16]。
日本では1999年に犯罪捜査のための通信傍受に関する法律が制定された。ただし、法的な問題点も指摘されている[17]。
最高裁は「電話傍受は、通信の秘密を侵害し、ひいては、個人のプライバシーを侵害する強制処分であるが、一定の要件の下では、捜査の手段として憲法上全く許されないものではない」と判示し、憲法上許される要件を、「重大な犯罪に係る被疑事件について、被疑者が罪を犯したと疑うに足りる十分な理由があり、かつ、当該電話により被疑事実に関連する通話の行われる蓋然性があるとともに、電話傍受以外の方法によってはその罪に関する重要かつ必要な証拠を得ることが著しく困難であるなどの事情が存する場合において、電話傍受により侵害される利益の内容、程度を慎重に考慮した上で、なお電話傍受を行うことが犯罪の捜査上真にやむを得ないと認められるときには、法律の定める手続きに従ってこれを行うことも憲法上許される」としている（最判平成11年12月16日刑集53巻9号1327頁）。

#### 電気通信における通信の秘密
憲法21条の通信の秘密は、公権力による積極的知得行為の禁止と、通信業務従事者による漏洩行為の禁止という、二つの面を定めたものである。ただ、通信の内容や存在、相手方といった事実を知られることなく、秘密のうちに通信を行うことができることは、個人の私生活の自由を保障する上でも、自由なコミュニケーションの手段を保障する上でも大変重要である。
このことから、日本国憲法21条2項の趣旨を受けて、電気通信事業法などでは、これらの事項について広く通信当事者以外の第三者が正当な理由なく故意に知ったり、自己又は他人のために利用したり、第三者に漏えいすることに対して刑事罰を定めている。具体的には、電気通信事業者の取扱中に係る通信の秘密については、電気通信事業法（第4条・第179条）、有線電気通信における通信の秘密は有線電気通信法（第9条・第14条）、無線通信における通信の秘密は電波法（第59条・第109条）により、通信の秘密はそれぞれ罰則をもって保護されている。
インターネットを利用して行われる通信についても、インターネット接続事業者のサービスを利用して行われるような場合、電気通信事業者の取扱中に係る通信の秘密に該当するため、電気通信事業法に定める保護が与えられ、それ以外の場合にも、必要に応じて有線電気通信法や電波法などの保護が与えられている。
2006年5月、ぷららネットワークスがWinnyの遮断を発表したことに対し、総務省が「通信の秘密の侵害に該当し、違法である」という指摘を行なった。これについては、その後デフォルト・オンでWinnyやShareなど、違法性の高いP2Pの遮断サービスを提供するものの、その後利用者の希望に応じて、通信遮断が解除できるなどの幾つかの条件を付して総務省が容認した。その条件については基本的に「電気通信事業者が行う電子メールのフィルタリングと電気通信事業法第４条（通信の秘密の保護）の関係について」の考え方が踏襲されていると思われる。また、迷惑メール（スパムメール）対策としてのOutbound Port 25 Blocking (OP25B)が、通信の秘密を侵害し、違法であるかについては2006年11月に総務省が「通信の秘密を侵害するが、正当業務行為であるとして違法ではない」という判断を下している。
インターネットサービスプロバイダが行なう、各種の行為が通信の秘密の侵害として違法であるかどうかについては、電気通信事業関連の4団体（社団法人日本インターネットプロバイダー協会、社団法人電気通信事業者協会、社団法人テレコムサービス協会および社団法人日本ケーブルテレビ連盟）が、2007年5月に「電気通信事業者における大量通信等への対処と通信の秘密に関するガイドライン（第1版）」を策定した。
若年層によるソーシャル・ネットワーキング・サイトの利用が拡大したことを契機に、ウェブサイトでの個人情報のやり取りを禁止し、直接会うことを未然に防ぐ方策について議論がなされている。しかしながら、電気通信事業者であるサイト運営者が、ユーザー間のメッセージを監視し、削除などの措置を取ることは、通信の秘密を害するとの指摘がされている。

### その他先進国
欧州連合（独仏伊西など）・イギリス・大韓民国・オーストラリアなど42カ国では、海賊版サイトにアクセス遮断が導入されている。EU加盟国ではEU情報社会指令を反映して、各国に海賊版サイトや違法コンテンツ規制が義務づけられた。
ドイツは国内で新法を制定しないで規制したため裁判になった。しかし、2015年にドイツ連邦最高裁は、ドイツ民法の間接侵害の概念を適用し、知的財産権・著作権侵害サイトへのアクセスブロックした措置の有効性を合憲とした。2017年に欧州連合司法裁判所は、金銭利益目的で違法コンテンツへのハイパーリンクを投稿することを「著作権者の公衆送信権を侵害する行為」と判断した。